# Vábnička
Vábnička je pomůcka podobná hudebnímu nástroji, která slouží k napodobení hlasu určitého druhu živočicha. Používá se v myslivosti a v ornitologii k přivábení zvířete či ptáka za účelem jeho pozorování, odchycení nebo ulovení. Většina vábniček má vzhled dřevěné, parohové, plastové nebo kostěné píšťalky, do níž je někdy vložen kovový jazýček, který je rozechvíván proudem vzduchu, čímž se vytváří požadovaný zvuk.
V České republice se užívají tyto druhy vábniček:
- Řevnice: slouží k napodobení jeleního troubení a tím k přivábení jelena v době říje. Dříve se vyráběla z hovězího rohu, z ulity tritonky. Někteří lovci užívali cylindr od petrolejky nebo dutý stonek bolševníku. Nyní bývá obvykle z plastu. Má velmi hluboký, bučivý zvuk.
- Srnčí vábnička: napodobuje pískání říjné srny nebo srnčete, zvuk lze obvykle modulovat. Lze s ní napodobit i hlasy některých ptáků.
- Myškovačka: je píšťalka, jíž se napodobuje pištění myši. Slouží k vábení lišky, zřídkakdy kun, toulavých koček.
- Vřeštidlo: napodobuje naříkání (vřeštění) poraněného zajíce. Slouží k vábení lišky, vran, výrů, toulavých psů, ale někdy na vábení přijde i zajíc.
- Káchač, kachní vábnička: Píšťalka nebo malá trumpetka s kovovým jazýčkem napodobuje káchání kachny divoké. Některé typy lze vyladit tak, aby se dalo napodobit krákání krkavcovitých.
- Vábnička na černou: Plastová roura s níž lze napodobit chrochtání prasete divokého.
- Vábnička na holuby: Napodobuje houkání holuba hřivnáče či hrdličky zahradní.
- Dříve se užívaly též vábničky na tetřeva, tetřívka, jeřábka, sluku, koroptev či křepelku, nicméně tito ptáci patří v současnosti mezi chráněné druhy a jsou celoročně hájeni, takže jejich lov není možný.
- špláchadlo neboli kvok: je dřevěný nástroj užívaný rybáři k přilákání sumce, avšak úspěšnost tohoto typu lovu je sporná.